# Ato noturno
Ato noturno è un film del 2025 scritto e diretto da Marcio Reolon e Filipe Matzembacher.

## Trama
Matias e Fabio sono due amici e coinquilini di ventitré anni che recitano insieme in una prestigiosa compagnia teatrale. Qui i due vengono notati dall'agente Pamela, che però sceglie solo Fabio per partecipare a un provino per un film di alto profilo. Sconfortato, Matias comincia a frequentare in segreto Rafael, un misterioso trentacinquenne con cui ha rapporti sessuali in pubblico e in luoghi in cui rischiano di essere scoperti. 
Mentre le ambizioni politiche di Matias sono prossime alla realizzazione e Matias ottiene un ruolo da protagonista in una serie televisiva, il rischio che la loro vita sessuale rovini le loro carriere diventa sempre più concreto, ma ciò non li scoraggia dal consumare rapporti sessuali in luoghi sempre meno appartati.

## Promozione
Il primo trailer è stato diffuso il 7 febbraio 2025.

## Distribuzione
Il film è stato presentato in anteprima mondiale il 14 febbraio 2025 in occasione della 75ª edizione del Festival internazionale del cinema di Berlino, nella sezione Panorama.

## Accoglienza
Il film è stato accolto positivamente dalla critica al suo debutto a Berlino.

## Riconoscimenti
- 2025 – Festival internazionale del cinema di Berlino
  - In concorso per il Panorama Audience Award
  - In concorso per il Teddy Award[6]